# 莱沙特利耶圣母村
莱沙特利耶圣母村（法語：Les Châtelliers-Notre-Dame，法語發音：[le ʃatəlje nɔtʁ dam]）是法国厄尔-卢瓦省的一个市镇，位于该省中部偏西，属于沙特尔区。

## 地理
莱沙特利耶圣母村（48°20'57"N, 1°12'15"E）面积10.87 平方千米，位于法国中央-卢瓦尔河谷大区厄尔-卢瓦省，该省份为法国北部内陆省份，北起顺时针与厄尔省、伊夫林省、埃松省、卢瓦雷省、卢瓦-谢尔省、萨尔特省和奧恩省接壤。
与莱沙特利耶圣母村接壤的市镇（或旧市镇、城区）包括：莱科尔韦-莱西斯。

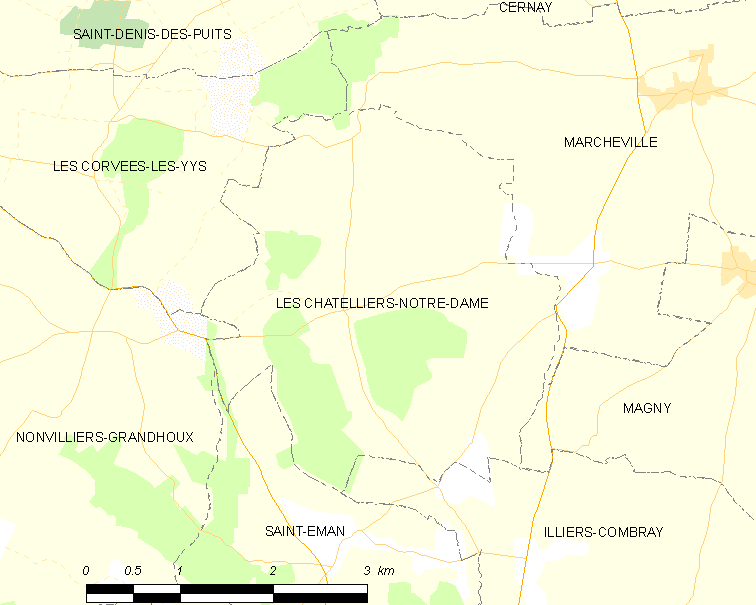
莱沙特利耶圣母村的OSM定位图

莱沙特利耶圣母村的时区为UTC+01:00、UTC+02:00（夏令时）。

## 行政
莱沙特利耶圣母村的邮政编码为28120，INSEE市镇编码为28091。

## 政治
莱沙特利耶圣母村所属的省级选区为伊利耶孔布赖县。

## 人口

1962-2008年间莱沙特利耶圣母村人口变化图示

莱沙特利耶圣母村于2022年1月1日时的人口数量为149人。